# Titularbistum Privata
Privata ist ein Titularbistum der römisch-katholischen Kirche.
Es geht zurück auf einen antiken Bischofssitz in der gleichnamigen Stadt, die sich in der römischen Provinz Mauretania Sitifensis befand.
| Titularbischöfe von Privata |                    |                                        |                   |                   |
| Nr.                         | Name               | Amt                                    | von               | bis               |
| 1                           | John Atcherley Dew | Weihbischof in Wellington (Neuseeland) | 1. April 1995     | 25. Mai 2004      |
| 2                           | Jérôme Beau        | Weihbischof in Paris (Frankreich)      | 1. Juni 2006      | 25. Juli 2018     |
| 3                           | Alexandre Joly     | Weihbischof in Rennes (Frankreich)     | 14. Dezember 2018 | 11. Dezember 2021 |
| 4                           | Louis-Jean Sander  | Weihbischof in Port-au-Prince (Haiti)  | 31. Mai 2024      |                   |